# Ariane (rakieta)

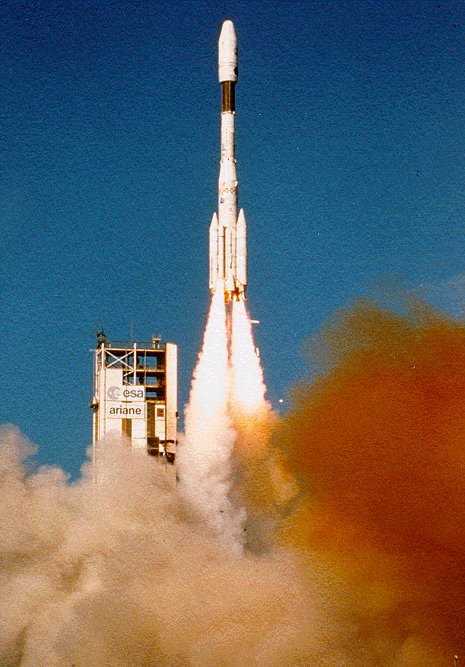
Ariane 4

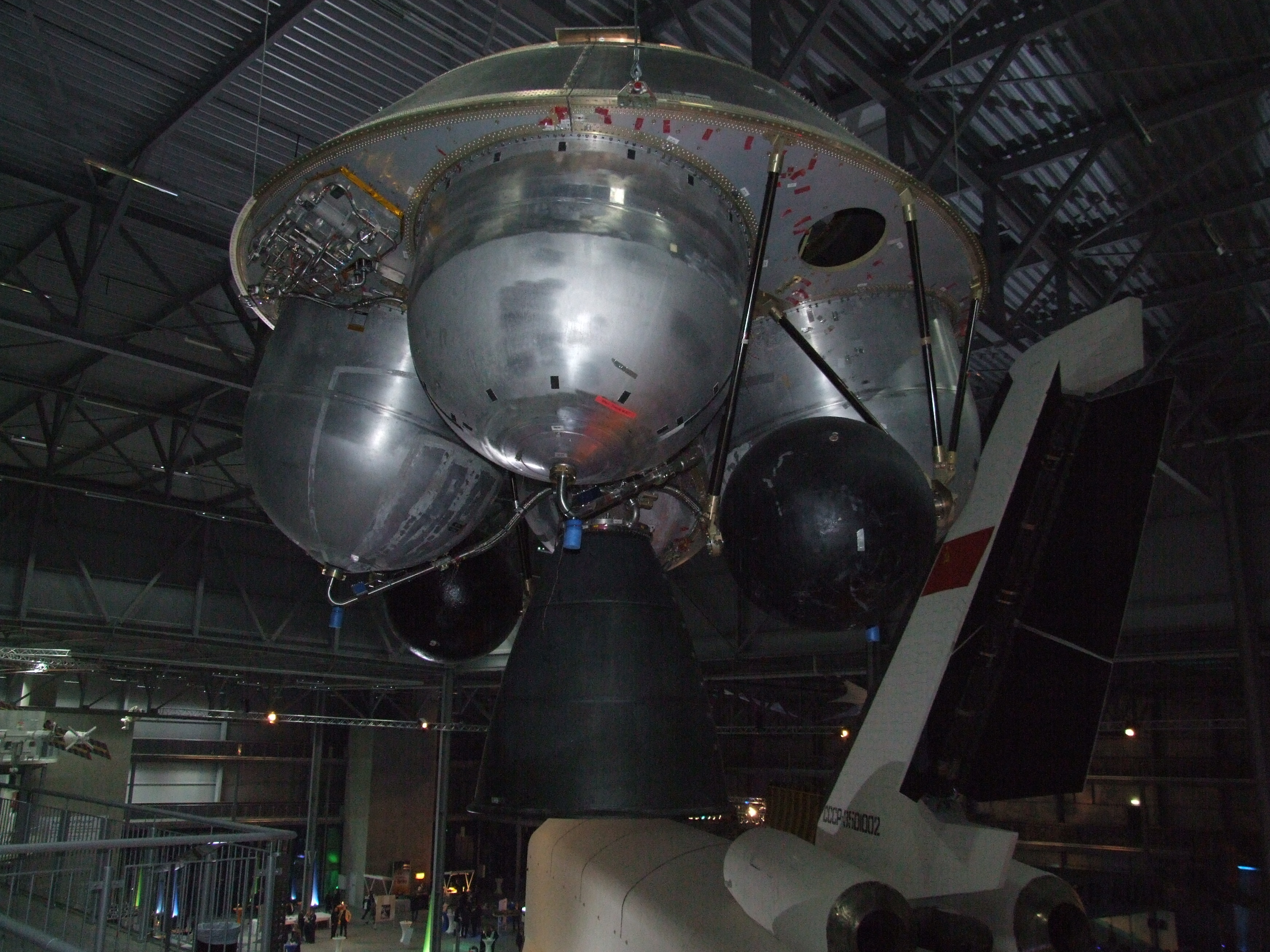
Ariane EPS 5

Ariane jest serią europejskich cywilnych rakiet nośnych. W języku francuskim nazwa Ariane oznacza postać z mitologii greckiej: Ariadnę. Słowo to określa również w języku francuskim rodzinę ptaków (kolibry). Wszystkie starty przeprowadzane są z Gujańskiego Centrum Kosmicznego.

## Dostęp do przestrzeni kosmicznej
Ariane była drugą europejską próbą budowy wspólnego systemu wynoszenia ładunków w kosmos, po nieudanym programie Europa Europejskiej Organizacji Rozwoju Rakiet Nośnych (ELDO).
W 1973 roku po udanych startach francuskiego i brytyjskiego satelitów państwa Europy postanowiły, że muszą mieć dostęp do przestrzeni kosmicznej i zapoczątkowały budowę własnych systemów startów. Po sześciu latach intensywnych prób i testów 24 grudnia 1979 roku pierwsza rakieta Ariane wystartowała z Gujany Francuskiej. Pierwsza generacja Ariane została zaprojektowana głównie do wynoszenia na orbitę jednocześnie dwóch (redukcja kosztów) satelitów telekomunikacyjnych.
W 1980 roku rozpoczęto program rozwojowy, który zaowocował wersjami 2. i 3. rakiety. 15 czerwca 1988 roku swój pierwszy lot odbyła wersja czwarta, uznawana za konia pociągowego w europejskiej rodzinie rakiet z 116 lotami (113 udanych) w swoich sześciu konfiguracjach.
Dwusetna rakieta z rodziny Ariane – Ariane 5 w wariancie ES – została wystrzelona 16 lutego 2011 roku i wyniosła na niską orbitę okołoziemską bezzałogowy statek ATV Johannes Kepler dostarczający zaopatrzenie na Międzynarodową Stację Kosmiczną. Rakieta nr 250, Ariane 5 w wersji ECA, została wystrzelona 26 listopada 2019 roku i wyniosła dwa satelity telekomunikacyjne operujące z orbity geostarcjonarnej: egipski TIBA-1 oraz Inmarsat GX5.

## Rakiety
- Ariane 1
- Ariane 2
- Ariane 3
- Ariane 4
- Ariane 5
- Ariane 6